# Pouillé-les-Côteaux
Pouillé-les-Côteaux is een gemeente in het Franse departement Loire-Atlantique (regio Pays de la Loire). De plaats maakt deel uit van het arrondissement Châteaubriant-Ancenis. Pouillé-les-Côteaux telde op 1 januari 2022 1.050 inwoners.

## Geografie
De oppervlakte van Pouillé-les-Côteaux bedroeg op 1 januari 2022 11,72 vierkante kilometer; de bevolkingsdichtheid was toen 89,6 inwoners per km².

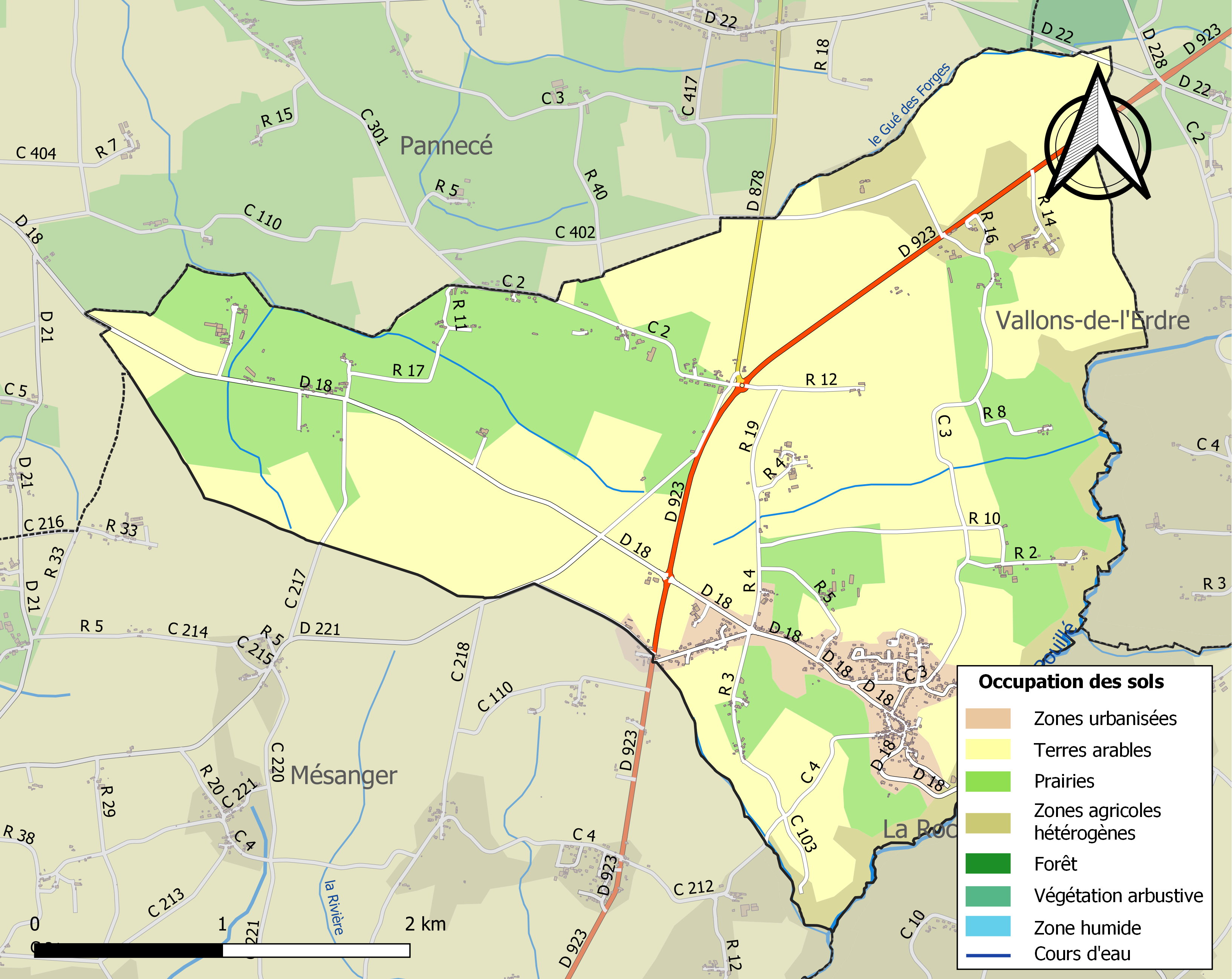
Kaart van de gemeente met de belangrijkste infrastructuur, bodemgebruik en omliggende gemeenten

## Demografie
Onderstaande figuur toont het verloop van het inwonertal (bron: INSEE-tellingen).